# Jeffersonia wątpliwa
Jeffersonia wątpliwa (Plagiorhegma dubium Maxim.) – gatunek byliny z monotypowego rodzaju Plagiorhegma (dawniej w rodzaju jeffersonia Jeffersonia i stąd nazwa zwyczajowa). Występuje we wschodniej Azji w Chinach, Korei i Rosji. Rośnie w lasach iglastych i mieszanych, w miejscach cienistych i wilgotnych. Kwitnie w kwietniu i maju.
Roślina bywa uprawiana w cienistych ogrodach.

## Morfologia
PokrójRoślina kłączowa, naga, niewytwarzająca pędu nadziemnego. Osiąga do 35 cm wysokości.
LiścieZ kłącza wyrasta co roku 4–6 liści na ogonkach o długości od 10 do 30 cm. Blaszka liściowa ma wymiary 6–8 × 9–10 cm i głęboko wciętą nasadę, poza tym nie jest wcinana. Nerwacja jest dłoniasta.
KwiatPojedynczy, wyrasta na szypułce o długości 15–20 cm. Szybko odpadających sześć działek kielicha ma kolor purpurowoczerwony, kształt lancetowaty i długość do 6 mm. Płatki korony, zwykle w liczbie 6, rzadziej 5 lub 7, osiągają ok. 10 mm długości. Pręciki z płaskimi nitkami o długości do 6 mm. Słupek pojedynczy, długości 4 mm, zakończony dyskowatym znamieniem.
OwoceSkórzaste torebki otwierające się podłużnie, o długości ok. 1,5 cm. Zawierają liczne, czarne nasiona.

## Systematyka
W niektórych ujęciach taksonomicznych gatunek klasyfikowany jest do rodzaju Jeffersonia (jako J. dubia).
Pozycja systematyczna według APweb (aktualizowany system APG IV z 2016)
Rodzaj należy do podrodziny Berberidoideae, rodziny berberysowatych (Berberidaceae) zaliczanej do jaskrowców (Ranunculales).